# Frederick Sumner Brackett
Frederick Sumner Brackett, ameriški fizik in spektroskopist, * 1. avgust, 1896, Claremont, Kalifornija, ZDA, † 28. januar 1988.

## Življenje
Brackett je diplomiral na Pomona kolidžu. Doktoriral je iz fizike na Univerzi Johnsa Hopkinsa v letu 1922. Poučeval je tudi fiziko na Univerzi Kalifornije v Berkeleyu. Delal je tudi na Ministrstvu za kmetijstvo ZDA in na Nacionalnih inštitutih za zdravje (National Institutes of Health ali NIH) kot predstojnik biofizikalnih raziskav. Med drugo svetovno vojno je delal na vojaških raziskavah. Po vojni se je vrnil na Nacionalne inštitute za zdravje.

## Delo
Delal je kot opazovalec na Observatoriju Mount Wilson do leta 1920. Med izdelavo doktorata na Univerzi Johnsa Hopkinsa je s pomočjo razelektritvene cevi, napolnjene z vodikom, odkril serijo spektralnih črt, ki jih danes poznamo kot Brackettova serija.

## Priznanja
Nagrade
Dobil je priznanje Legija za zasluge.
Poimenovanja
Po njem se imenuje skupina spektralnih črt v spektru vodika, ki jo je odkril v letu 1906 (Bracketova serija).
Po njem se imenuje krater Brackett blizu roba Morja jasnosti na Lunini bližnji strani in asteroid asteroidnega pasu 12775 Brackett.